# 百人魂
《百人魂》是日本漫畫家暗森透創作的少年漫畫，2024年4月8日起在集英社旗下的網上漫畫平台少年Jump+連載，每週一更新。

## 登場人物

### 主要人物
尤里安
本作男主角。從小被母親賣掉，過著奴隸的生活。在傷害主人後，尤利安偷偷登上了奴隸船，成為船上第101個奴隸，並初次體會到身邊人的溫暖。
後來，當前100名奴隸都被船長所殺時，一個自稱「海」的觸手怪物向他提出契約，這賦予他死去的100名奴隸的力度、速度、耐力以及反射神經，還有這些人的生命。
迪雅娜
剛出世的小嬰兒。米拉的小女兒，也是尤里安的養妹。身體有兩位神明寄宿，一位是海神、另一位則是魔女們的首領「夜神」
安瓦爾
與蒂蒂一同生活的士兵，是個總是穿著鎧甲、身材高大的肌肉美女。敗給阿爾戈斯後死亡。
蒂蒂
西部戰爭期間成為孤兒，後來被安瓦爾收養並撫養長大。
盧卡斯
自幼在戰場上長大的傭兵，在西部城鎮和尤里安相遇後成了好友。
真實身份為看守西部邊境的"黑騎士"，也是王的孩子之一。奉國王之命來幫助尤里安對抗艾爾斯德麗對預言之子的暗殺計劃
同時擁有槍和盾兩項異能，另外可以變身成馬匹

### 奴隸
米拉
身懷六甲的女奴隸，與尤里安關係非常密切，並教導他作為人類的意義。
為了從「海」手上救出尤里安，先是切開自己的肚子救出即將出生的迪雅娜後跳海自殺。

### 國王
王
統治著國家的君王，能力未知。已活400年以上，育有阿爾戈斯和拉克莉瑪等多名小孩。被人民稱呼為「至高君主」。
為王國裡除了尤里安外，唯一一個從海神身上取得異能的異能者。
王妃
君王的妻子，為阿爾戈斯及拉克莉瑪的生母。能力未知。嫉妒心強烈，曾下令殺光國王所有的妾室和其生下的小孩(除了盧卡斯)。
阿爾戈斯
國王的兒子之一，異能者，擁有操縱任何液體能力(如水、血液等)。原本負責看守西側國境線，但在父親的命令下前往村莊抹殺預言之子，最後敗給尤里安，死去。
拉克莉瑪
國王的女兒之一，阿爾戈斯的妹妹，擁有將肉體液化的能力。無法原諒殺兄的兇手，發誓一定要報仇。
從蒂蒂口中得知阿爾戈斯殺害安瓦爾一事後，選擇放下仇恨和主角一行人諒解，後對主角產生好感。
艾爾斯德麗
國王的部下之一，異能者，能力為「預言」。預言百發百中，預言了王的死亡。來到尤里安的村莊後，確認了迪雅娜是會給國家帶來亡國的預言之子，下令要求安瓦爾殺了尤里安及迪雅娜。失敗後，決定自己招收國內的異能者去暗殺預言之子。
原本預言自己會於15歲時死亡，後被王救活後存活到現在，現今已活八十年以上。
赫蕾姆
天弓級所屬，最強的七人異能中的末席。能力為「屍泥」，可將屍體重新復活。缺點是復活之後能力無法超越本尊，利用能力將阿戈爾斯復活，並取名為阿爾特斯
對艾爾斯德麗十分中意

### 怪物
海
生活在魔之海域的神秘生物。每當有人向大海獻上大量靈魂時，它就會現身。
作為交換條件，它會實現滿足自己條件的人的一個願望，而尤里安因為米拉的犧牲達成條件，得到「海之祝福」獲得100名奴隸的力量。

## 出版書籍
| 卷數 | 集英社        | 集英社                 | 東立出版社    | 東立出版社             |
| 卷數 | 發售日期      | ISBN                   | 發售日期      | ISBN                   |
| ---- | ------------- | ---------------------- | ------------- | ---------------------- |
| 1    | 2024年7月4日  | ISBN 978-4-08-884102-1 | 2025年3月24日 | ISBN 978-626-02-3873-5 |
| 2    | 2024年10月4日 | ISBN 978-4-08-884225-7 |               |                        |
| 3    | 2025年1月4日  | ISBN 978-4-08-884339-1 |               |                        |
| 4    | 2025年4月4日  | ISBN 978-4-08-884468-8 |               |                        |
| 5    | 2025年7月4日  | ISBN 978-4-08-884590-6 |               |                        |

## 外部連結
- 漫畫連載網站 - 少年Jump+ （日語）